# 경흥군
경흥군(慶興郡)은 함경북도 북동부에 있는 군이다. 한동안 은덕군(恩德郡)으로 칭해졌다.
1945년 해방 당시의 경흥군 지역은 현재 대부분 라선특별시에 속하고, 현재의 경흥군은 해방 당시 경흥군 아오지읍을 중심으로 경원군 유덕면·아산면 및 종성군 화방면을 합친 지역이다. 현재의 경흥읍(경흥군 인민위원회 소재지)은 해방 당시 아오지읍의 읍사무소 소재지였다.

## 지리
남쪽은 동해이며 북쪽의 두만강을 통해 중화인민공화국의 둥베이 지역과 접하는 국경 지대이다. 두만강의 맞은편은 중화인민공화국 지린성 훈춘 시가 있고, 서쪽으로는 회령시가 있다. 두만강을 따라서 북쪽으로 경원군, 남쪽으로 라선특별시가 있다.
남서쪽 일부 지대를 제외하면 낮은 구릉 지대로 이루어져 평야는 거의 없다. 송진산(1,146m)이 가장 높은 산이다. 전체 군 면적의 약 80%가 삼림 지대이며 경작지는 두만강 유역을 중심으로 발달해 있다.

## 역사
| Daedongyeojido (Gyujanggak) 02-01.jpg |  |
|                                       |  |

과거 고려시대 공주(孔州)가 관할하던 땅이다. 조선 세종이 경원부(慶源府)의 치소를 횟가(會叱家)로 옮겨 공주의 옛 지역과 거리가 멀어지자 방어하기 어렵다 하여 공주의 옛 성을 수리하고 백성들을 이주시켜 공성현(孔城縣)을 설치하였다. 이른바 육진 개척의 일부이다. 1437년 이곳이 조선 목조가 살던 곳이라 하여 경흥(慶興)으로 개칭하고 군으로 삼았다.
1586년(선조 19) 이순신(李舜臣)이 조산보만호 겸 녹둔도둔전관으로 부임하였다.
1888년에 조로륙로통상조약이 체결되면서 대러시아 무역의 통상지로서 이듬해인 1889년 경흥부가 개설되어 러시아의 조차지가 설치되었다.
일제 치하에 있던 1930년대 이후, 아오지 탄광을 시작으로 하는 광공업 개발이 진행되었다. 일본질소비료의 아오지 공장이 만들어져 인조석유의 제조가 시도되었다. 아오지에는 기술자와 그 가족 등 일본인 거류자도 많았다. 북조선의 통치하에서도 광업·화학공업의 거점이 되고 있다.
- 고려 시대 : 공주로 불렸다.
- 1435년 : 공성현이 설치되었다.
- 1437년 : 경흥군으로 개칭하였다.
- 1443년 : 경흥도호부로 승격하였다.
- 1888년 : 조러육로통상조약에 의해 경흥이 개방되었다.
- 1895년 : 경성부 경흥군이 되었다(23부제).
- 1931년 : 웅기면이 웅기읍으로 승격하였다.
- 1934년 : 신안면이 나진읍으로 승격하였다.
- 1936년 : 나진읍이 나진부로 승격, 분리되었다.
- 1940년 11월 1일 - 상하면이 아오지읍으로 승격하였다.[3]
- 1947년 11월 : 종성군 화방면, 경원군 유덕면을 경흥군에 편입하였다.
- 1952년 12월 : 웅기읍·노서면을 신설된 웅기군으로 분리하고, 풍해면을 라진시로 이관하고, 경원군에서 아산면을 편입하여 군역을 재편성하였다. (1읍 17리)
- 1977년 9월 : 경흥군을 은덕군으로 개칭하였다. 은덕은 "김일성 주석과 김정일 국방위원장의 은덕으로 나날이 변모해 가는 고장"이라는 뜻으로 붙여졌다.
- 2005년 3월 : 은덕군의 이름이 경흥군으로 환원되었다.

## 산업
군의 주요 산업은 석탄 공업이다. 정치범 수용소가 잘못 알려진 아오지 탄광이 있는 곳이다. 일제강점기에 허술한 노동 안전과 동발이 제대로 설치되지 않은 상태에서 작업을 강행하여 갱이 무너지는 사고가 빈발하였다.
밭농사를 중심으로 한 농업과 목축업도 행해진다. 아오지화학공장, 7.7화학공장, 1.20 군수공장도 경흥군에 있다.

## 교통
철도는 함북선과 회암선이 지난다.

## 하위 행정구역
- 은덕읍 (恩德邑)
- 룡연로동자구 (龍淵勞動者區)
- 명룡로동자구 (明龍勞動者區)
- 오봉로동자구 (梧鳳勞動者區)
- 농경로동자구 (農耕勞動者區)
- 학송로동자구 (鶴松勞動者區)
- 귀락로동자구 (貴洛勞動者區)
- 태양리 (太陽里)
- 송학리 (松鶴里)
- 신아산리 (新阿山里)
- 장평리 (長坪里)
- 송산리 (松山里)
- 양덕리 (陽德里)
- 안길리 (安吉里)
- 금송리 (金松里)
- 록야리 (鹿野里)
- 철주리 (鐵柱里)

## 같이 보기
- 조선민주주의인민공화국의 지리
- 조선민주주의인민공화국의 행정 구역
- 두만강대교